# Gložane (Vlasotince)
Gložane (Vlasotince) (em cirílico: Гложане) é uma vila da Sérvia localizada no município de Vlasotince, pertencente ao distrito de Jablanica, na região de Vlasina. A sua população era de 644 habitantes segundo o censo de 2011.

## Demografia
| 1948 | 1953 | 1961 | 1971 | 1981 | 1991 | 2002 | 2011 |
| ---- | ---- | ---- | ---- | ---- | ---- | ---- | ---- |
| 527  | 564  | 571  | 614  | 644  | 696  | 660  | 644  |